# Alberto da Prússia (1809–1872)
Frederico Henrique Alberto da Prússia (em alemão: Friedrich Heinrich Albrecht von Preußen; 4 de outubro de 1809 - 14 de outubro de 1872) foi um coronel-general prussiano. Alberto era o quinto rapaz e filho mais novo do rei Frederico Guilherme III da Prússia e da princesa Luísa de Mecklemburgo-Strelitz. Os seus pais fugiram para a Prússia oriental após a ocupação de Berlim por Napoleão Bonaparte. Dois dos irmãos mais velhos de Alberto eram o rei Frederico Guilherme IV da Prússia e o primeiro imperador alemão, Guilherme I. 

## Carreira
Em 1819, juntou-se ao Exército Prussiano como tenente e chegou à posição de general da cavalaria em 1852. Participou na Guerra Austro-Prussiana em 1866 como comandante do corpo da cavalaria nas batalhas de Gitschin e Königgrätz. Durante a Guerra Franco-Prussiana de 1870/71, liderou uma divisão de cavalaria nas batalhas de Wissembourg, Worth e Sedan. Mais tarde, juntou-se às forças do seu sobrinho, o príncipe Frederico Carlos da Prússia e de Frederico Francisco II, Grão-Duque de Mecklemburgo-Schwerin, na campanha contra o Armée de la Loire.
Depois da guerra, Alberto recebeu o título de Generaloberst. Encontra-se sepultado no Palácio de Charlottenburg em Berlim.
Foi o 74.º cavaleiro da Ordem da Torre e da Espada.

## Família
Alberto casou-se em Haia, a 14 de Setembro de 1830, com a princesa Mariana dos Países Baixos, filha do rei Guilherme I dos Países Baixos. O casamento acabaria por ser dissolvido a 28 de Março de 1849. Juntos, tiveram cinco filhos:
1. Carlota Frederica da Prússia (21 de Junho de 1831 - 30 de Março de 1855), casou-se no dia 18 de Maio de 1850 com o futuro duque de Saxe-Meiningen, Jorge II; com descendência.
2. Filho sem nome (4 de Dezembro de 1832), era nado morto ou viveu apenas por algumas horas.
3. Alberto da Prússia (8 de Maio de 1837 - 13 de Setembro de 1906), casado com a princesa Maria de Saxe-Altemburgo; com descendência.
4. Frederica Luísa Guilhermina Isabel (27 de Agosto de 1840 - 9 de Outubro de 1840).
5. Alexandrina da Prússia (1 de Fevereiro de 1842 - 26 de Março de 1906), casou-se no dia 9 de Dezembro de 1865 com Guilherme de Mecklenburg-Schwerin; com descendência.

Em Berlim, a 13 de Junho de 1853, Alberto casou-se com a sua segunda esposa, Rosalie Wilhelmine Johanna von Rauch, filha de Gustav von Rauch, o chefe do Estado-Maior General da Prússia entre 1812 e 1813 e ministro da guerra entre 1837 e 1841. A sua segunda esposa recebeu o título de condessa de Hohenau a 28 de Maio de 1853. Juntos, tiveram dois filhos:
1. Georg Albrecht Wilhelm, conde def Hohenau (25 de Abril de 1854 - 28 de Outubro de 1930).
2. Bernhard Wilhelm Albrecht Frederick, Conde de Hohenau (21 de Maio de 1857 - 15 de Abril de 1914).

Uma vez que o seu segundo casamento era considerado morganático, o casal não foi recebido na corte prussiana durante algum tempo. Alberto comprou uma vinha em Loschwitz, perto de Dresden, na Saxónia, onde Alberto tinha uma residência, o Castelo de Albrechtsberg, construído em 1854.

## Posterioridade
Em 1830, Alberto tinha comprado um palácio na cidade de Berlim, em Wilhelmstraße, que, na altura, se chamada Priz-Albrecht Palais. Uma rua adjacente ao lado dessa praça recebeu o nome de Prinz-Albrecht-Straße. Após a Machtergreifung dos Nazis, tornou-se um local conhecido por ser a sede da Gestapo e das Reichsführer-SS. O próprio Prinz-Albrecht-Palais foi, a partir 1934, a sede das SS Sicherheitsdienst sob o comando de Reinhard Heydrich, e da Reichssicherheitshauptamt a partir de 1939. Em 1944, o edifício ficou extremamente danificado devido aos raides aéreos da Segunda Guerra Mundial e acabaria por ser demolido em 1955. Desde 1951 que o nome da rua mudou para Niederkirchnerstrasse e, actualmente, faz parte do projecto "Topografia do Terror".

## Genealogia
| Alberto da Prússia (1809–1872) | Pai: Frederico Guilherme III da Prússia | Avô paterno: Frederico Guilherme II da Prússia  | Bisavô paterno: Augusto Guilherme da Prússia                   |
| Alberto da Prússia (1809–1872) | Pai: Frederico Guilherme III da Prússia | Avô paterno: Frederico Guilherme II da Prússia  | Bisavó paterna: Luísa de Brunswick-Wolfenbüttel                |
| Alberto da Prússia (1809–1872) | Pai: Frederico Guilherme III da Prússia | Avó paterna: Frederica Luísa de Hesse-Darmstadt | Bisavô paterno: Luís IX de Hesse-Darmstadt                     |
| Alberto da Prússia (1809–1872) | Pai: Frederico Guilherme III da Prússia | Avó paterna: Frederica Luísa de Hesse-Darmstadt | Bisavó paterna: Carolina de Zweibrücken                        |
| Alberto da Prússia (1809–1872) | Mãe: Luísa de Mecklemburgo-Strelitz     | Avô materno: Carlos II de Mecklemburgo-Strelitz | Bisavô materno: Carlos Luís Frederico de Mecklemburgo-Strelitz |
| Alberto da Prússia (1809–1872) | Mãe: Luísa de Mecklemburgo-Strelitz     | Avô materno: Carlos II de Mecklemburgo-Strelitz | Bisavó materna: Isabel Albertina de Saxe-Hildburghausen        |
| Alberto da Prússia (1809–1872) | Mãe: Luísa de Mecklemburgo-Strelitz     | Avó materna: Frederica de Hesse-Darmstadt       | Bisavô materno: Jorge Guilherme de Hesse-Darmstadt             |
| Alberto da Prússia (1809–1872) | Mãe: Luísa de Mecklemburgo-Strelitz     | Avó materna: Frederica de Hesse-Darmstadt       | Bisavó materna: Maria Luísa de Leiningen-Falkenburg-Dagsburg   |